# Roswitha Doerig
Roswitha Doerig, née le 25 août 1929 à Appenzell et morte le 27 février 2017 dans le 15e arrondissement de Paris, est une peintre suisse.

## Vie
Doerig grandi avec sept autres frères et sœurs à Appenzell. Elle a fréquenté les écoles d'Appenzell et l'internat catholique de Ste-Agnès à Fribourg. Enfant, elle a été en contact avec la famille du peintre et architecte Johannes Hugentobler. Ensuite un premier séjour à l'étranger, en Angleterre, d'abord dans une école d’un couvent au centre du pays, puis à l'école d'art Heatherley de Londres, où Franz Kline a eu le même professeur. De retour en Suisse, elle fréquente brièvement l'école des arts et métiers de Saint-Gall. Le peintre Ferdinand Gehr, qui s'est illustré dans la peinture ecclésiastique, est l'un de ses oncles du côté maternels. Il l'influence très tôt par le choix des couleurs et la pureté de ses tableaux.
Doerig pensait qu'une formation de nurse (bonne d’enfants) lui permettrait de gagner sa vie et de peindre. Elle a donc suivi un cours à Fribourg, puis a travaillé dans une crèche à Genève. Son deuxième séjour à l'étranger commença en 1955 où elle travailla en tant que nurses pour la famille de la dynastie de brasseurs Busch à Saint-Louis, USA. Plus tard, elle suit des cours de décor de théâtre et de scénographie à l' Université Columbia de New York. Elle y fait également connaissance avec l'expressionnisme abstrait de Franz Kline. Puis elle étudie pendant sept ans à l'École nationale supérieure des beaux-arts de Paris à partir de 1957. Elle s'installe définitivement à Paris et épouse Serge Lemeslif, un architecte breton, en 1965. Ensemble, ils ont eu une fille, Maidonneli Bantle-Lemeslif, qui vit à Appenzell.

## Travail en tant qu'artiste
Doerig a appris de nombreuses techniques en autodidacte. Le savoir-faire artisanal est devenu la base de sa peinture, qu'il s'agisse d'aquarelles, de peinture à l'huile, de calligraphie avec peinture à l'encre ou de collages. En outre, elle a appris la lithographie, la technique de la fresque et le vitrail de manière plus formelle à l'École nationale supérieure des Beaux-Arts. Dans cette école d'art a enseigné Raymond Legueult, qui a donné à son élève Doerig une reconnaissance.
Les premiers travaux de Doerig, jusqu'en 1967 environ, étaient encore essentiellement des travaux de représentation. Son travail sur les vitraux de l'église Saint-Paul de Nanterre (France) l'a amenée à préférer le non-représentatif. Elle cherche depuis à s'exprimer par la forme, la couleur et la combinaison dans le design abstrait en tant que peintre gestuel de la couleur. Ses travaux ultérieurs peuvent être classés dans la catégorie de l'art informel. L'action d'empaquetage de Christo et Jeanne-Claude Wrapped Pont Neuf à Paris a impressionné Doerig, qui a appris à bien connaître ce couple d'artistes grâce à ce projet. À cette époque, le couple Christo était l'invité sur la péniche de Lemeslif-Doerig sur la Seine, transformée en bateau résidentiel et de fêtes.
Elle s'aventure ensuite également dans la peinture à grande échelle (série d'œuvres Bogota à partir de 1990). Les plus grandes œuvres sous forme de bâches mesurent jusqu'à 180 mètres carrés. Depuis 1992, elle travaille dans l'ancien studio du photographe Man Ray rue Férou dans le quartier de Saint-Germain-des-Prés. Doerig n'a pas peur d'utiliser généreusement la couleur noire. Elle n'y voit pas une couleur de deuil. L'art sur les bâtiments avec des peintures murales à grande échelle et des tapis est devenu un domaine d'activité privilégié pour Roswitha Doerig. La couverture artistique temporaire des façades des bâtiments avec des bâches en faisait également partie (à Paris et à Vincennes.
Elle meurt le 27 février 2017 dans le 15e arrondissement de Paris à l'âge de 87 ans, et est inhumée au cimetière du Montparnasse (division 20).

## Expositions
- Paris: Galerie Diane de Polignac: Roswitha Doerig: Sortir du cadre. 2023-06-15 jusqu'au 2023-07-28[7]
- Paris: Galerie Diane de Polignac: Abstraites: Cinq femmes - cinq expressions artistiques 2021. 2021-03-08 jusqu'au 2021-04-16[8]
- Appenzell: Roth Tor, 2019 (9 – 24 November 2019)
- Chur: Galerie Obertor, 2016 / 2017[9]
- Appenzell: Kunsthalle Ziegelhütte, 2016[10]
- Frauenfeld: Bernerhaus, Kulturstiftung des Kantons Thurgau, 2014
- Paris: Ambassade Suisse, 2011

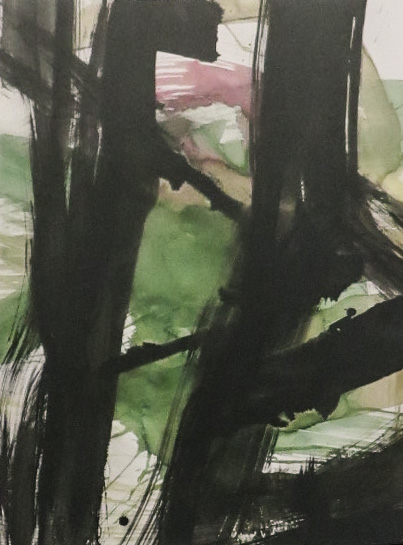
Frühling (1982)
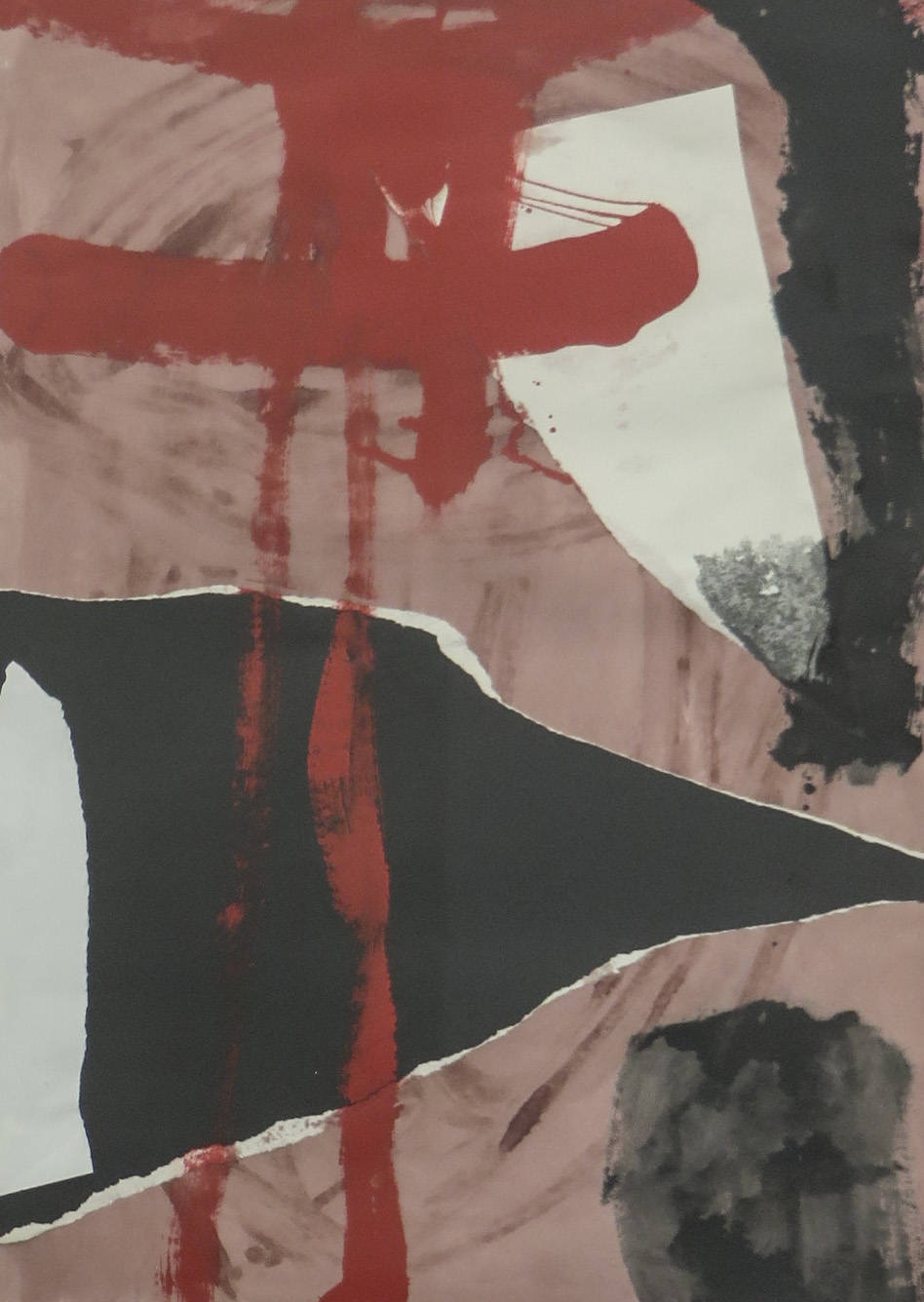
Bogota B2 (1990)
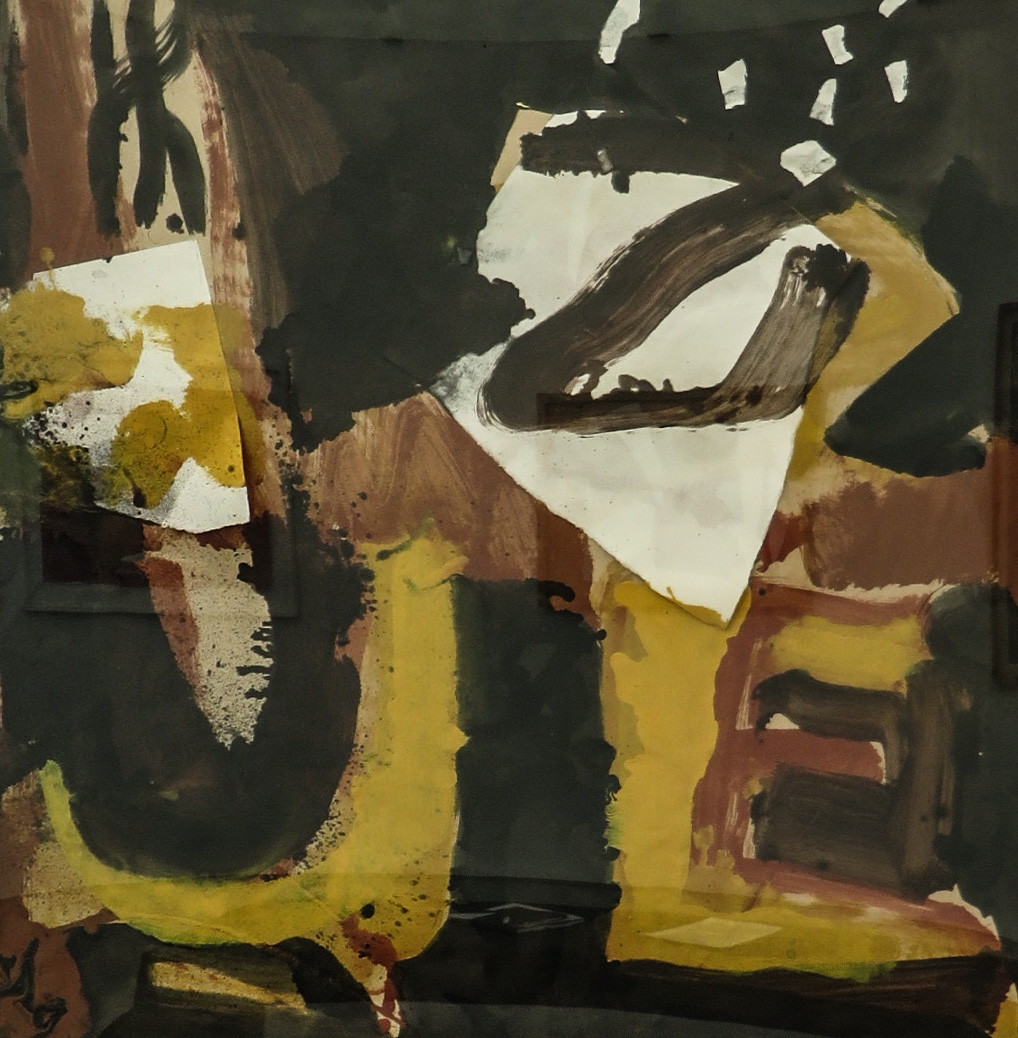
Collage Jaune Noir 2 (1991)
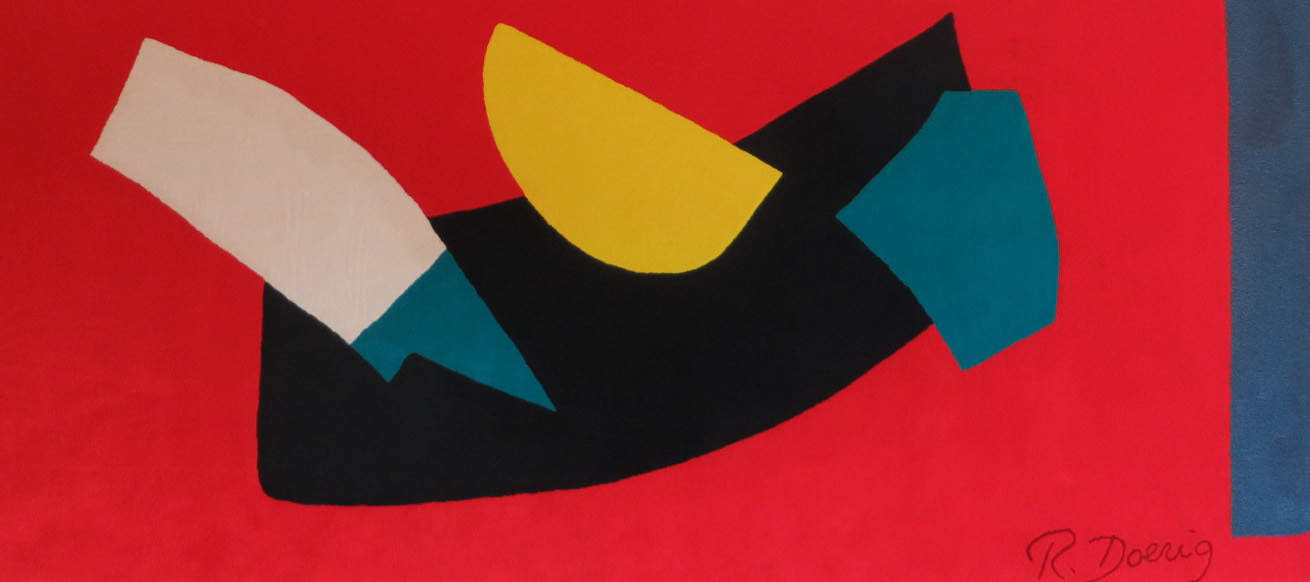
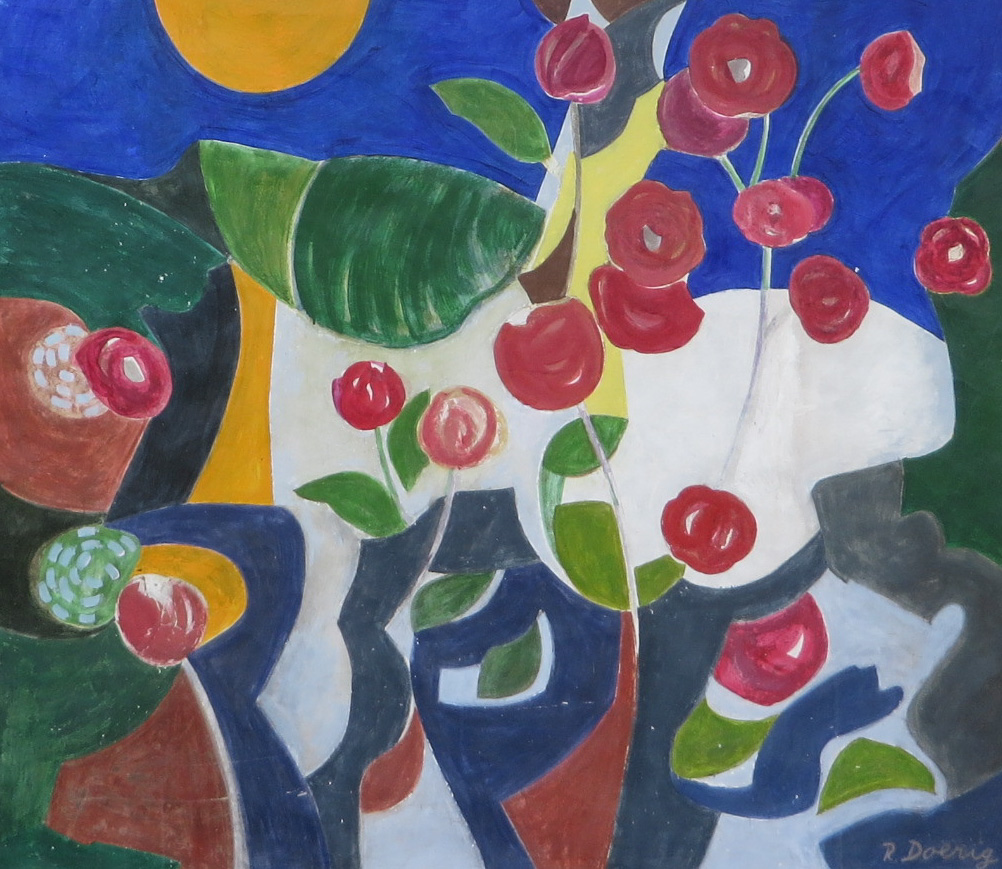